# Mistrzostwa Azji w Zapasach 2013
Mistrzostwa Azji w zapasach w 2013 roku rozegrano w stolicy Indii, Nowym Delhi w dniach od 18 do 22 kwietnia.

## Wyniki mężczyźni

### styl wolny
| Waga   | Złoto:             | Srebro:                    | Brąz:                    |
| 55 kg  | Amit Kumar         | Yang Kyong-il              | Rasuł Kalijew            |
| 55 kg  | Amit Kumar         | Yang Kyong-il              | Batboldyn Nomin          |
| 60 kg  | Hwang Ryong-hak    | Yang Jae-hoon              | Däulet Nijazbekow        |
| 60 kg  | Hwang Ryong-hak    | Yang Jae-hoon              | Bajrang Kumar            |
| 66 kg  | Amit Kumar Dhankar | Gandzorigijn Mandachnaran  | Ułukman Mamatow          |
| 66 kg  | Amit Kumar Dhankar | Gandzorigijn Mandachnaran  | Tomotsugu Ishida         |
| 74 kg  | Rashid Qurbonov    | Zhang Chongyao             | Kohei Kitamura           |
| 74 kg  | Rashid Qurbonov    | Zhang Chongyao             | Ezzatollah Akbari        |
| 84 kg  | Umidjon Ismanov    | Ajbek Usupow               | Safarali Komildżoni      |
| 84 kg  | Umidjon Ismanov    | Ajbek Usupow               | Ehsan Amini              |
| 96 kg  | Kim Jae-gang       | Rustam Iskandari           | Hamed Tatari             |
| 96 kg  | Kim Jae-gang       | Rustam Iskandari           | Dordżchandyn Chüderbulag |
| 120 kg | Parviz Hadi        | Dżargalsajchany Czuluunbat | Hitender Beniwal         |
| 120 kg | Parviz Hadi        | Dżargalsajchany Czuluunbat | Ajaał Łazariew           |

### styl klasyczny
| Waga   | Złoto:              | Srebro:            | Brąz:                     |
| 55 kg  | Choi Gyu-jin        | Shota Tanokura     | Kanybek Dżołczubekow      |
| 55 kg  | Choi Gyu-jin        | Shota Tanokura     | Yun Won-chol              |
| 60 kg  | Elmurod Toshmurodov | Abdolmohammad Papi | Arsen Eralijew            |
| 60 kg  | Elmurod Toshmurodov | Abdolmohammad Papi | Wang Lumin                |
| 66 kg  | Kim Ji-hun          | Mahdi Zejdwand     | Hiroyuki Shimizu          |
| 66 kg  | Kim Ji-hun          | Mahdi Zejdwand     | Jerboł Kongyratow         |
| 74 kg  | Kim Hyeon-woo       | Hadi Alizade       | Maksat Jereżepow          |
| 74 kg  | Kim Hyeon-woo       | Hadi Alizade       | Tomohiro Inoue            |
| 84 kg  | Rustam Assakalov    | Park Jin-sung      | Azat Bejszebekow          |
| 84 kg  | Rustam Assakalov    | Park Jin-sung      | Taleb Nematpur            |
| 96 kg  | An Chang-gun        | Jerułan Iskakow    | Jahja Muhammad Abu Tabich |
| 96 kg  | An Chang-gun        | Jerułan Iskakow    | Dawud Gilnejrang          |
| 120 kg | Nurmachan Tinalijew | Nie Xiaoming       | Mohammed Abdelmalek       |
| 120 kg | Nurmachan Tinalijew | Nie Xiaoming       | Murat Ramonow             |

## Wyniki kobiety

### styl wolny
| Waga  | Złoto:                 | Srebro:                | Brąz:                   |
| 48 kg | Pak Yong-mi            | Vũ Thị Hằng            | Michrniso Nurmatowa     |
| 48 kg | Pak Yong-mi            | Vũ Thị Hằng            | Ayano Suzuki            |
| 51 kg | Tatjana Bakatiuk       | Liu Haiping            | Vinesh Phogat           |
| 51 kg | Tatjana Bakatiuk       | Liu Haiping            | So Sim-hyang            |
| 55 kg | Yang Senlian           | Kanako Murata          | Han Kum-ok              |
| 55 kg | Yang Senlian           | Kanako Murata          | Babita Kumari           |
| 59 kg | Chihiro Kumabe         | Tungalagijn Mönchtujaa | Ajsułuu Tynybekowa      |
| 59 kg | Chihiro Kumabe         | Tungalagijn Mönchtujaa | Li Haiyan               |
| 63 kg | Xi Luozhuoma           | Yurika Itō             | Geetika Jakhar          |
| 63 kg | Xi Luozhuoma           | Yurika Itō             | Szarchüügijn Tümenceceg |
| 67 kg | Ochirbatyn Nasanburmaa | Navjot Kaur            | Han Hye-kyung           |
| 67 kg | Ochirbatyn Nasanburmaa | Navjot Kaur            | Jing Ruixue             |
| 72 kg | Hiroe Suzuki           | Badrachyn Odonczimeg   | Wang Juan               |
| 72 kg | Hiroe Suzuki           | Badrachyn Odonczimeg   | Jyoti                   |